# サン・ロレンツォ・ベッリッツィ
サン・ロレンツォ・ベッリッツィ（イタリア語: San Lorenzo Bellizzi）は、イタリア共和国カラブリア州コゼンツァ県にある、人口約600人の基礎自治体（コムーネ）。

## 地理

### 位置・広がり

#### 隣接コムーネ
隣接するコムーネは以下の通り。括弧内のPZはポテンツァ県所属を示す。
- カストロヴィッラリ
- チェルキアーラ・ディ・カラーブリア
- チーヴィタ
- テッラノーヴァ・ディ・ポッリーノ (PZ)